# Vioară
Vioara este un instrument muzical cu coarde și arcuș.  Coardele sunt acordate în cvinte perfecte și sunt întinse peste una din fețele unei cutii de rezonanță, vibrând atunci când arcușul este tras peste ele sau când sunt ciupite.
Comparativ cu celelalte instrumente cu coarde și arcuș (viola, violoncelul și contrabasul), vioara este cel mai mic instrument și generază sunetele cele mai înalte.
Alți termeni populari folosiți pentru vioară sunt: violină, scripcă, diblă, lăută sau regional ceteră.
Persoana care cântă la vioară se numește violonist sau lăutar.  Persoana care construiește sau repară o vioară se numește lutier.

## Istoria viorii
Vioara a apărut în nordul Italiei, în prima parte a secolului al XVI-lea. Cel mai probabil a fost inspirată de trei tipuri de instrumente: rebec (care exista încă din secolul al X-lea), viola da gamba și viola da braccio. Una din primele descrieri explicite a instrumentului, inclusiv a folosirii lui, a fost în Epitome musical de Jambe de Fer într-o lucrare publicată în anul 1556, la Lyon. La acea vreme vioara începea să se răspândească în Europa.

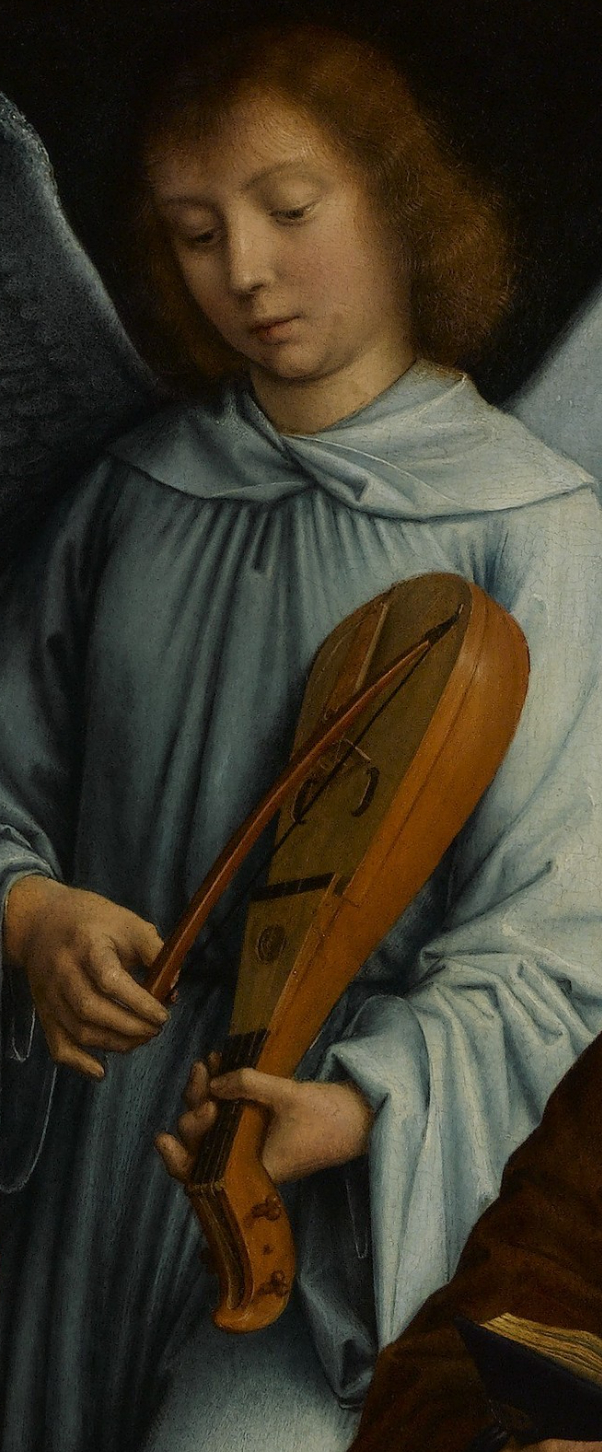
Rebec

Din documente reiese că cea mai veche vioară cunoscută care avea patru coarde (așa cum au viorile moderne) a fost construită în 1554 de către Andrea Amati⁠(en)[traduceți].  Viorile care au precedat-o aveau doar trei coarde. Vioara a devenit imediat un instrument răspândit atât printre muzicanții din stradă, cât și printre nobili; spre exemplu în anul 1560, regele Carol IX al Franței i-a comandat lui Amati 24 de viori. Cea mai veche vioară, care există și în zilele noastre, a făcut parte din acest lot, fiind construită de Amati în 1564, la Cremona: Charles IX.
Există și viori cu 5 coarde, prin adăugarea coardei DO de jos, ceea ce apropie vioara de sonoritatea violei. Deoarece cele 5 coarde sunt mai apropiate unele de altele, digitația diferă de cea pentru vioara clasică, cu 4 coarde. Vioara cu 5 coarde se folosește preponderent pentru muzică pop, rock și jazz.
Vioara sau violina este cel mai răspândit instrument muzical care face parte din familia instrumentelor cu coarde. Datorită timbrului cristalin, expresiv și plin de frumusețe, vioara este principala purtătoare a melodiei. Strălucirea și căldura sunetului ei o așează în fruntea instrumentelor din orchestră. Sunetele emise de vioară pot reda cele mai variate sentimente, ca: duioșie, măreție, visare, forță, etc.
Primul instrument cu coarde și arcuș, numit "ravanastron" (întâlnit pe meleagurile Indiei), are o origine populară străveche (5000 ani i.e.n). Acest strămoș al viorii a fost răspândit în China cu denumirea de „vioară” sau „vielă chineză”. Prima perfecționare a ravanastronului o fac arabii și perșii numind instrumentul „kemang a Guz”, care mai târziu a pătruns în Europa evoluând în „rebab” (rebeb sau rebab, robab, kemants).

## Părțile viorii
1. Corpul viorii (fața sau tăblița; eclisele; spatele; bara de rezonanță; popic).
2. Gâtul (capul; gâtul propriu-zis; limba; prăgușul)
3. Părți independente (călușul; coardele; cordarul; bărbia)

### Arcușul are următoarele părți:
1. Bagheta
2. Garnitura de păr (din coadă de cal)
3. Scaunul sau capra
4. Dispozitiv mecanic (șurub)

## Literatură
- Lothar Cremer: Physik der Geige, Hirzel Verlag Stuttgart 1981, ISBN 3-7776-0372-4.
- N. V. Fletcher, T. D. Rossing: The Physics of Musical Instruments. Springer-Verlag, New York 1991, ISBN 0-387-96947-0.
- W. Güth: Einführung in die Akustik der Streichinstrumente. Hirzel Verlag, Stuttgart/Leipzig 1995, ISBN 3-7776-0644-8.
- E. Jansson: Acoustics for Violin and Guitar Makers –  Download: http://www.speech.kth.se/music/acviguit4/index.html Arhivat în 20 martie 2015, la Wayback Machine.
- Heike Prange: Die Violine – Bestandteile, Bau, Geschichte, Pflege, Spiel. Bärenreiter Verlag, Kassel 2005 (Ediția a 2-a); ISBN 3-7618-1900-5
- Paul O. Apian-Bennewitz: Die Geige. Der Geigenbau und die Bogenverfertigung. Simon & Wahl, Egweil 1998, ISBN 3-923330-34-0 (Repr. d. Ausg. Weimar 1892)
- Otto Möckel: Geigenbaukunst, Nikol, 2005, ISBN 3-937872-09-4, 8. Aufl.
- Stefan Drees (Hrsg.): Lexikon der Violine, Laaber-Verlag, Laaber 2004, ISBN 978-3-89007-544-0
- Walter Kolneder: Das Buch der Violine. Bau, Geschichte, Spiel, Pädagogik, Komposition. Atlantis Musikbuchverlag, Zürich 2002 (Ediția a 6-a); ISBN 3-254-00147-8
- Eduard Melkus: Die Violine. Eine Einführung in die Geschichte der Violine und des Violinspiels, Schott, Mainz 2000 (Ediția a 3-a), ISBN 3-7957-2359-0
- Yehudi Menuhin, William Primrose: Violine und Viola (Yehudi Menuhins Musikführer), Ediția Bergh im Ullstein, Frankfurt/M. 1993, ISBN 3-7163-0175-2
- Leopold Mozart: Versuch einer gründlichen Violinschule, Bärenreiter, Kassel 2005, ISBN 3-7618-1238-8 (Faksimile)
- Hugo Pinksterboer: Pocket-Info Violine und Viola. Praktisch, klar und aktuell, Schott, Mainz 2003, ISBN 3-7957-5535-2
- Acustica viorii -Studii:
  - Benchmark Papers in Acoustics / 5: „Musical Acoustics, Part I Violin Family Components“, Hrsg. Carleen M. Hutchins, (Verlag: Dowden, Hutchinson & Ross, Inc.) 1975, ISBN 0-471-42540-0.
  - Research Papers in Violin Acoustics 1975–1993, Hrsg. Carleen M. Hutchins, (Verlag: Acoustical Society of America) 1997, ISBN 1-56396-609-3.